# Roc de l'Àliga (Lles de Cerdanya)
El Roc de l'Àliga és una muntanya de 1.356 metres que es troba entre els municipis del Pont de Bar, a la comarca de l'Alt Urgell i de Lles de Cerdanya, a la comarca de la Baixa Cerdanya.
S'hi troba una cova amb traces d'ocupació humana del calcolític i de l'edat del Bronze.